# Proud Mary
"Proud Mary" é uma canção escrita pelo cantor e guitarrista John Fogerty, gravada pela primeira vez pela banda Creedence Clearwater Revival (em que Fogerty foi o vocal principal e guitarrista), em 1969, no álbum Bayou Country. 
Lançada como single em 15 de Janeiro de 1969, se tornou o primeiro sucesso Top 10 da banda na Billboard Hot 100, chegando ao 2º lugar. Foi o primeiro dos cinco singles que a banda lançou que chegariam a esse pico no gráfico. A canção chegou ao 8º lugar no Reino Unido. Foi também o primeiro ouro individual do CCR. "Proud Mary" foi colocada na revista Rolling Stone em 155º na lista de As 500 Melhores Canções de Todos os Tempos.

## Versões de Tina Turner
"Proud Mary" é uma versão cover feita por Ike & Tina Turner em 1971. Para regravar essa canção, Tina trabalhou com Soko Richardson. E em carreira solo, relançou a música em 1993.

## Outras Versões
"Proud Mary" também foi regravada por Elvis Presley, pela banda inglesa Status Quo, pelo músico Billy Paul, pelo ator Leonard Nimoy, pelo elenco da série americana Glee, e mais recentemente, por Sidney Magal em parceria com o grupo Sambô. Foi cantada também nas audições às cegas da 2ª temporada do The Voice Brasil, pela catarinense Bruna Góes. A cantora brasileira Rosa Marya Colins também gravou a canção no Álbum Fever.   